# Acacia stenoptila
Acacia stenoptila är en ärtväxtart som beskrevs av Johann Centurius von Hoffmannsegg. Acacia stenoptila ingår i släktet akacior, och familjen ärtväxter. Inga underarter finns listade i Catalogue of Life.